# Governo Swinney
Il Governo Swinney è l'attuale esecutivo devoluto scozzese, in carica dall'8 maggio 2024, a seguito della nomina di John Swinney a Primo ministro della Scozia presso la Corte di sessione.

## Situazione parlamentare
| Camera              | Collocazione         | Partiti                                                  | Seggi    |
| ------------------- | -------------------- | -------------------------------------------------------- | -------- |
| Parlamento scozzese | Governo di minoranza | SNP (63)                                                 | 63 / 128 |
| Parlamento scozzese | Astensione           | Verdi (7)                                                | 7 / 128  |
| Parlamento scozzese | Opposizione          | Conservatori (31), Laburisti (22), Lib-Dem (4), Alba (1) | 58 / 128 |

## Storia
Il 29 aprile 2024 Humza Yousaf annunciò la propria intenzione di lasciare la leadership del Partito Nazionale Scozzese, e la carica di Primo ministro. Swinney annunciò la propria candidatura alle elezioni interne al partito, e fu eletto senza contendenti. Shona Robison si dimise da Vice Primo ministro l'8 maggio, per consentire la nomina di Kate Forbes, ma rimase nel governo come Segretaria di Gabinetto per la finanza ed il governo locale.
La maggior parte del governo Swinney aveva fatto parte del precedente governo Yousaf; l'unica aggiunta all'esecutivo fu Kate Forbes, che sostituì Robison come Vice Primo ministro della Scozia, assumendo parte delle competenze di Màiri McAllan all'interno della sua Segreteria di gabinetto per l'economia ed il gaelico.

## Composizione
Indipendenti
     Partito Nazionale Scozzese
| Carica                                                                        | Titolare                | Titolare        | Partito politico           | Partito politico |
| ----------------------------------------------------------------------------- | ----------------------- | --------------- | -------------------------- | ---------------- |
| Primo Ministro                                                                |                         | John Swinney    | Partito Nazionale Scozzese |                  |
| Vice Primo Ministro e Segretario di Gabinetto per l'Economia ed il Gaelico    | Kate Forbes             |                 | Partito Nazionale Scozzese |                  |
| Segretario di Gabinetto per le finanze e il governo locale                    | Shona Robison           |                 | Partito Nazionale Scozzese |                  |
| Segretario di gabinetto per la sanità e l'assistenza sociale                  | Neil Gray               |                 | Partito Nazionale Scozzese |                  |
| Segretario di Gabinetto per i Trasporti                                       | Fiona Hyslop            |                 | Partito Nazionale Scozzese |                  |
| Segretario di Gabinetto per l'Azione per il Clima e l'Energia                 | Gillian Martin          |                 | Partito Nazionale Scozzese |                  |
| Segretario di gabinetto per l'edilizia abitativa                              | Màiri McAllan           |                 | Partito Nazionale Scozzese |                  |
| Segretario di Gabinetto per l'Istruzione e le Competenze                      | Jenny Gilruth           |                 | Partito Nazionale Scozzese |                  |
| Segretario di Gabinetto per gli Affari Rurali, la Riforma Agricola e le Isole | Mairi Gougeon           |                 | Partito Nazionale Scozzese |                  |
| Segretario di Gabinetto per la Costituzione, gli Affari Esteri e la Cultura   | Angus Robertson         |                 | Partito Nazionale Scozzese |                  |
| Segretario di Gabinetto per la Giustizia Sociale                              | Shirley-Anne Somerville |                 | Partito Nazionale Scozzese |                  |
| Segretario di Gabinetto per la Giustizia e gli Affari Domestici               | Angela Constance        |                 | Partito Nazionale Scozzese |                  |
| Ministro per gli affari parlamentari                                          | Jamie Hepburn           |                 | Partito Nazionale Scozzese |                  |
| Segretario permanente                                                         |                         | John-Paul Marks | Indipendente               |                  |
| Lord avvocato                                                                 | Dorothy Bain            |                 | Indipendente               |                  |